# Malcolm Mackey
Malcolm Malik Mackey (Chattanooga, 11 luglio 1970) è un ex cestista statunitense, professionista nella NBA, in Europa e in Cina.

## Carriera
È stato selezionato dai Phoenix Suns al primo giro del Draft NBA 1993 (27ª scelta assoluta).